# Nycticebus javanicus
Il loris lento di Giava (Nycticebus javanicus É.Geoffroy, 1812) è una specie di primate strepsirrino appartenente alla famiglia dei lorisidi, endemico dell'omonima isola indonesiana. Sebbene originariamente descritto come una specie a sé stante, fu considerato una sottospecie del loris lento della Sonda (Nycticebus coucang), fino a quando delle riconsiderazioni sulla sua morfologia e genetica negli anni 2000 hanno fatto sì che venisse riconsiderato come una specie a sé stante. La specie è strettamente correlata al loris lento della Sonda e al loris lento del Bengala (Nycticebus bengalensis) e ha due forme diverse in base alla lunghezza del pelo e, in misura minore, alla colorazione.
La fronte dell'animale presenta un motivo a rombi, che consiste in una striscia distinta che si estende sulla testa e si biforca verso gli occhi e le orecchie. Il loris lento di Giava pesa tra i 565 ed i 687 grammi ed ha una lunghezza testa-corpo di circa 29 centimetri. Come tutti i lorisidi è un animale arboricolo, muovendosi lentamente attraverso liane e altre piante invece che saltando da un albero all'altro.

## Distribuzione e habitat

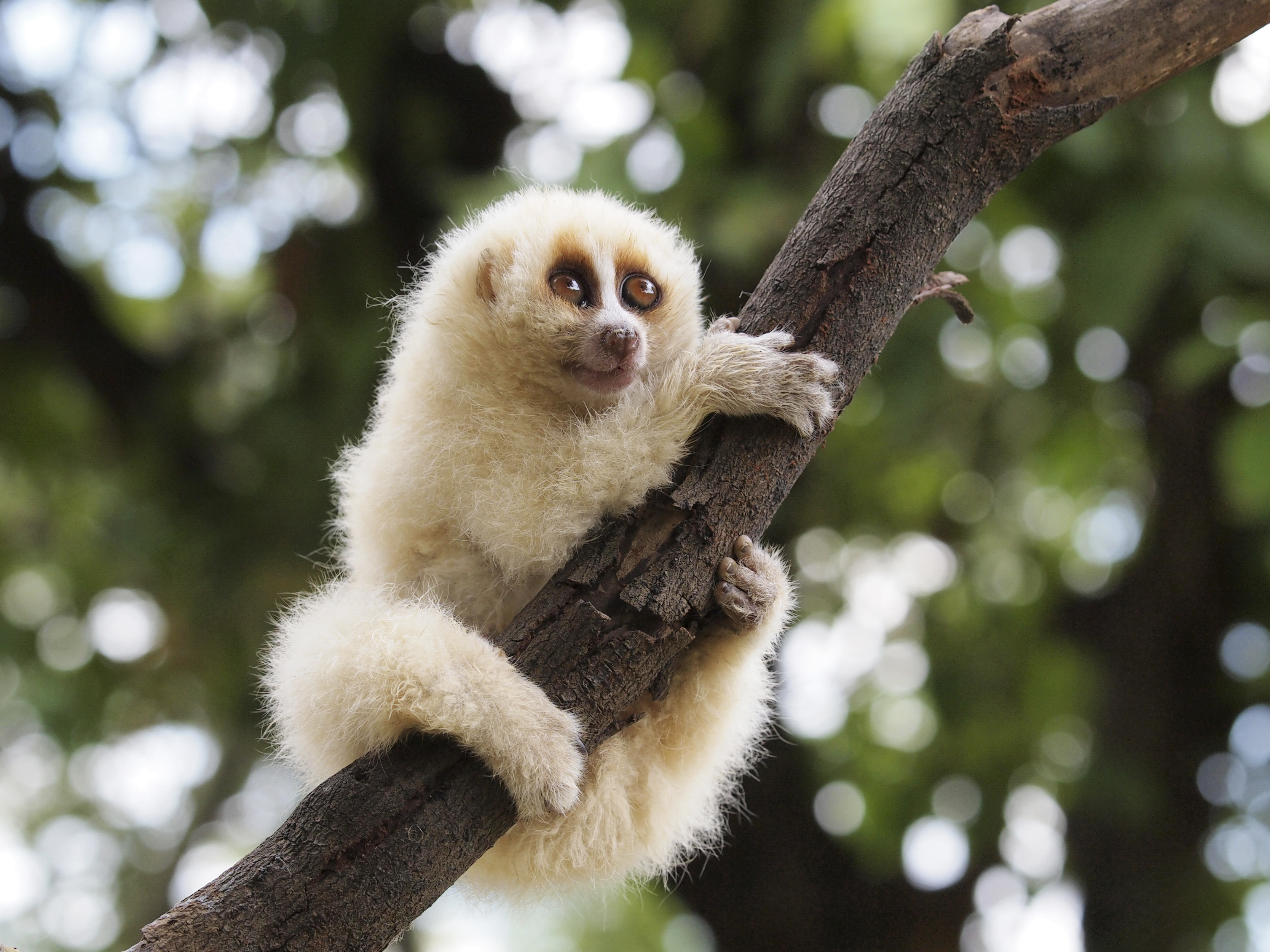
Un Lori lento di Giava

L'areale di questa specie è ristretto alle province di Banten e Giava Occidentale, estendendosi sino alla parte occidentale di Giava Orientale.

## Conservazione
La Lista rossa IUCN classifica Nycticebus javanicus come specie in pericolo critico di estinzione (Critically Endangered).